# Фудбалски савез Асираца
 Фудбалски савез Асираца  је фудбалски савез који представља асирски народ широм свијета. Асираца има око 3,3 милиона, укључујући дијаспору. Највише их је у Ираку. Семитског су порекла, а по вери су углавном хришћани.

## Утакмице
Прву фудбалску утакмицу су одиграли 2008. године против Фудбалског тима Лапоније побиједивши 1:0. Нејвећи пораз претрпјели су од фудбалског тима Провансе, када су изгубили 5:0.